# Saxifragales
Saxifragales (kamenjarke) su red dikotiledonih biljaka. 

## Sistematika
Prema sistemu biljaka APG II iz 2003.g., ovaj red sadrži slijedeće porodice biljaka: